# Río de La Laja
Río de La Laja este un râu situată în regiunea Biobío, provincia Biobío, Chile.